# كورتيس هاميلتون
كورتيس هاميلتون (بالإنجليزية: Curtis Hamilton)‏ هو لاعب هوكي الجليد كندي وأمريكي، ولد في 4 ديسمبر 1991 في تاكوما في الولايات المتحدة.

## وصلات خارجية
- كورتيس هاميلتون على موقع دوري الهوكي الوطني (الإنجليزية)
- كورتيس هاميلتون على موقع قاعة مشاهير الهوكي (لاعب أن.إتش.أل) (الإنجليزية)
- كورتيس هاميلتون على موقع EliteProspects.com (الإنجليزية)
- كورتيس هاميلتون على موقع Eurohockey.com (الإنجليزية)
- كورتيس هاميلتون على موقع HockeyDB.com (الإنجليزية)
- كورتيس هاميلتون على موقع Hockey-Reference.com (الإنجليزية)